# Янікув (Свентокшиське воєводство)
Янікув (пол. Janików) — село в Польщі, у гміні Ожарув Опатовського повіту Свентокшиського воєводства.
Населення — 169 осіб (2011).

## Демографія
Демографічна структура на день 31 березня 2011 року:
|          | Загалом | Допрацездатний вік | Працездатний вік | Постпрацездатний вік |
| -------- | ------- | ------------------ | ---------------- | -------------------- |
| Чоловіки | 82      | 12                 | 61               | 9                    |
| Жінки    | 87      | 19                 | 47               | 21                   |
| Разом    | 169     | 31                 | 108              | 30                   |